# Första korståget

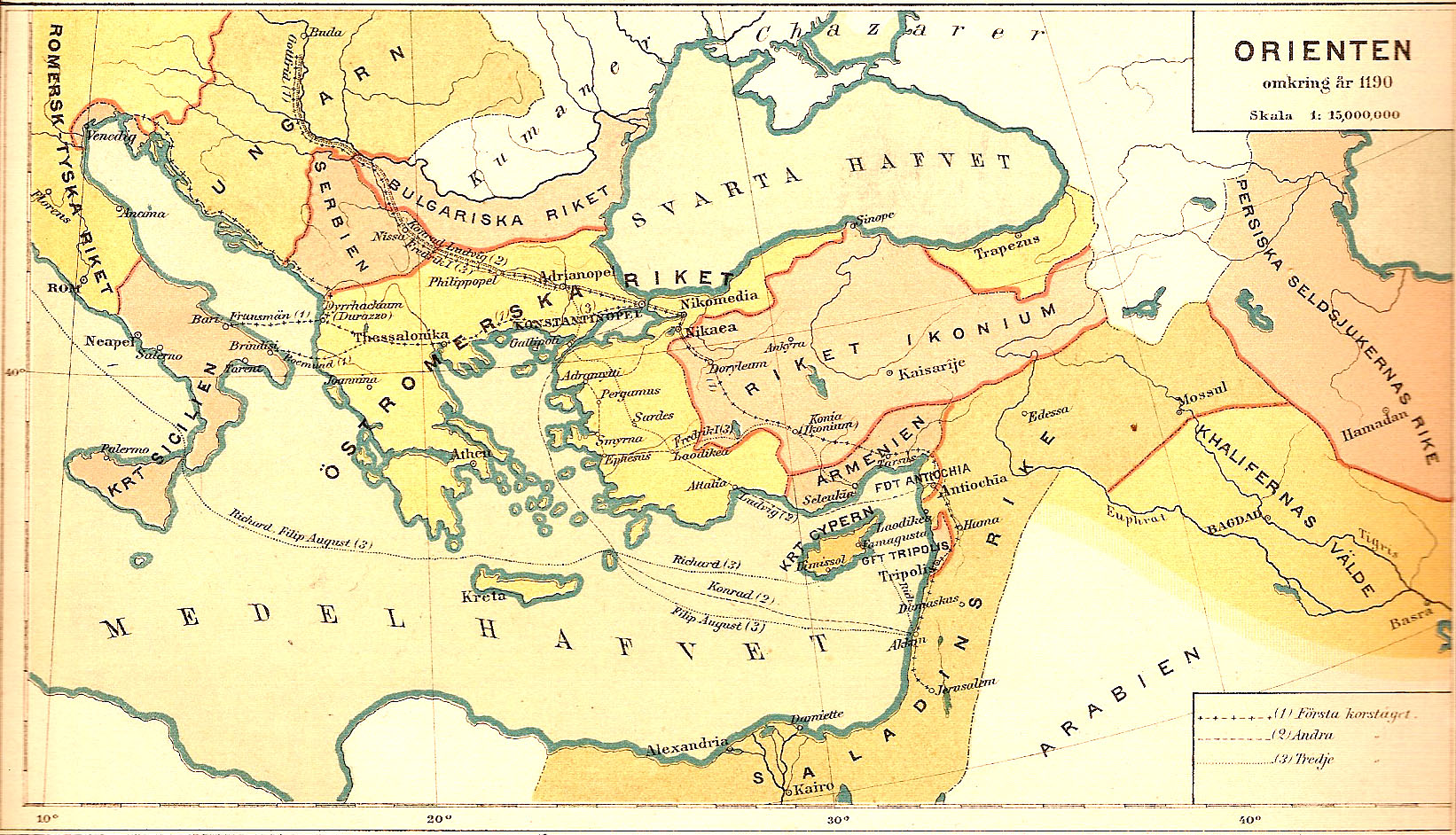
Historisk karta över Orienten 1190. Första, andra och tredje korståget är utmarkerade.

Första korståget (1095–1099) var en kristen, västeuropeisk invasion av Mellanöstern med syftet att vinna kontroll över Jerusalem för att säkra pilgrimernas tillgång till de heliga platserna. Efter att ha tagit vägen över Mindre Asien lyckades man med detta mål, och ett flertal korsfararstater etablerades.

## Bakgrund

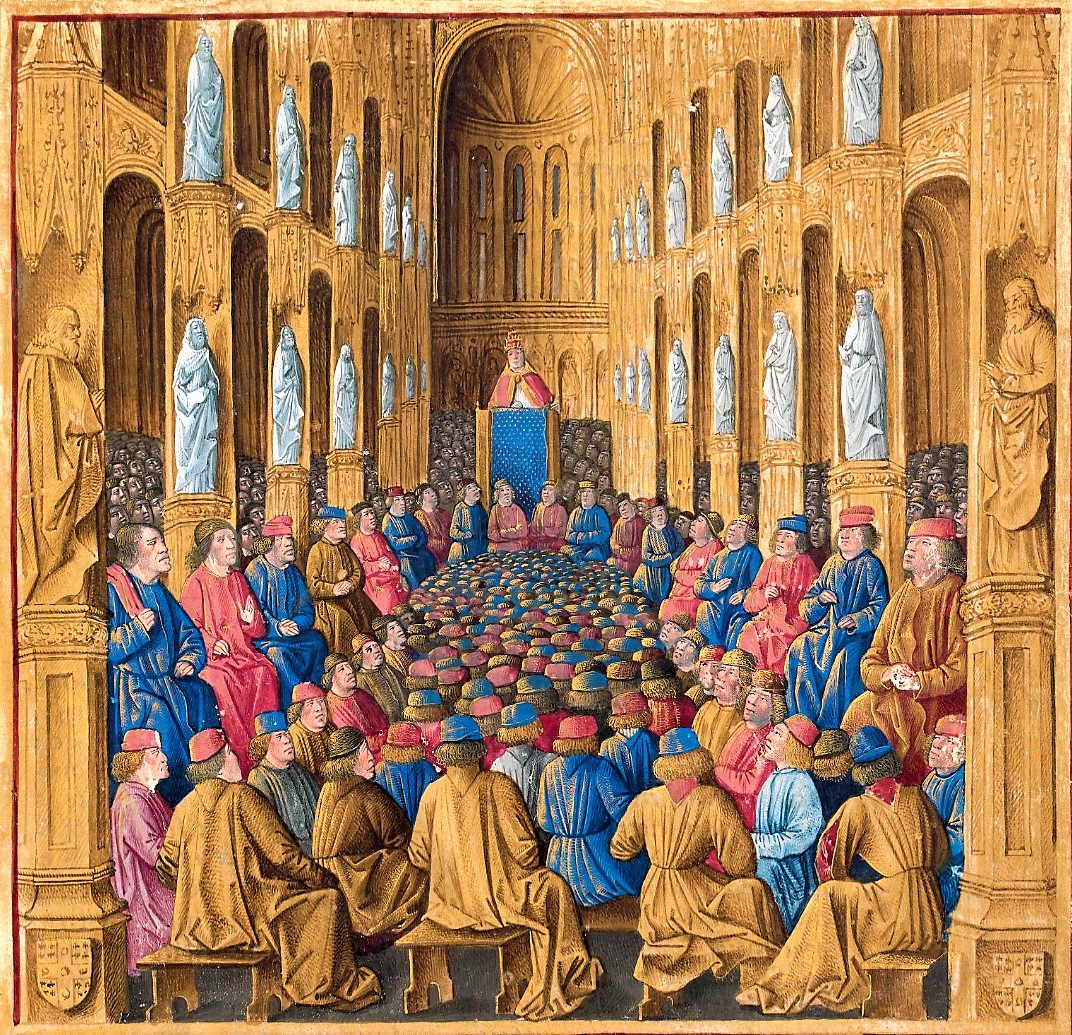
Påven Urban II predikar korståget vid kyrkomötet i Clermont.

Kristna pilgrimsfärder till Heliga landet och Jerusalem hade kunnat fortsätta trots att araberna erövrat landet vid mitten av 600-talet, men Seldjukernas framträngande i området i slutet av 1000-talet vållade dock så småningom pilgrimerna stora svårigheter. När den bysantinska armén förlorade slaget vid Manzikert 1071 föll stora delar av Anatolien och den bysantinske kejsaren Romanos IV vädjade om hjälp. Korstågsrörelsen hade sitt upphov i att påven Urban II vid kyrkomötet i Clermont den 27 november 1095 kallade till kombinerat pilgrims- och fälttåg till Heliga landet för att befria detta. Gensvaret blev enormt; folkskaran som samlats, så stor att den inte fick plats i katedralen, avbröt påven med uttrop av "Deus le volt!", 'Gud vill det!'. Adhemar av Le Puy var den förste att anmäla sig, och utsågs sedan även till korstågets ledare. Förste storman att anmäla sig blev greve Raimond IV av Toulouse. Han begärde och nekades det världsliga ledarskapet över korståget, men samarbetade lojalt med Adhemar, även om han aldrig gav upp tanken.
Påvestolen förde en korstågskampanj i syfte att locka anhängare. Denna lyckades nästan för bra; många fattiga tog korset och kom senare att bli en belastning för korståget. Arméerna skulle ge sig av efter skörden 1096 och samlas utanför Konstantinopel. Kejsar Alexios av Bysans hade bett om hjälp i flera år för att skydda sig mot muslimerna, men han hade snarare bett om legosoldater än en armé på 60 000 som ingen hade ordentlig kontroll över. Alexios såg i vilket fall till att ordna depåer med förnödenheter och avsätta en polisstyrka för att eskortera korsfararna till Konstantinopel.

## Folkkorståget
Korstågskampanjen gick bra och man blev till slut till och med tvungen att försöka sätta stopp för planerade korståg som inte hade påvens och den kyrkliga överhetens godkännande. Dessa försök gav dåligt resultat och våren 1096 avtågade flera stora oordnade och odisciplinerade skaror. Detta korståg kallas ibland för folkkorståget. En av dessa folkhopar leddes av Peter av Amiens, även kallad Peter Eremiten. Deltagarna, som främst kom från norra Frankrike och Tyskland, bestod främst av bönder även om en del militärt utbildade deltog. Många skingrades i Ungern eller på Balkan före ankomsten till Konstantinopel och när de kommit in i Mindre Asien krossades de helt av seldjukerna och nådde aldrig Heliga landet.

### Judeförföljeser i Rhendalen
En annan av de mindre kontingenter som samlats för att resa tillsammans till Konstantinopel leddes av greve Emicho av Leiningen. Den 3 maj inledde han korståget med att döda 12 judar i Speyer. Biskopen i staden försökte skydda judarna, men förutom de tolv som dödades tog dessutom ett antal judinnor sina liv för att bevara sin dygd. Biskopen lyckades dock gripa mördarna, som fick sina händer avhuggna som straff.
Judarna hade innan detta upplevt en relativt stillsam period, men under 1000-talet blev de alltmer impopulära då de till skillnad mot kristna sysslade med penningutlåning. Många korsfarare lånade därför pengar av judar. Dessa ställde sig nu frågan om det var rätt att vara beroende av de som hade dödat Jesus för att kunna återta den stad han dött i, och antijudiska stämningar spred sig. Samtidiga krönikor tyder på att attackerna på judar inte främst syftade till plundring, utan snarare berodde på en trosbaserad övertygelse om det riktiga i att genom mord eller omvändelse eliminera dem. Enligt en judisk krönika skall en rapport som cirkulerade bland korsfararna ha hävdat att "den som dödar en jude får sina synder förlåtna."
En som utnyttjade dessa var Gottfrid av Bouillon, som kunde pressa judarna i Mainz och Köln till att ge honom en stor gåva i silver för att han skulle förhindra en massaker. Detta hjälpte dock föga när Emicho av Leiningen var lös. Den 18 maj kom han till Worms och dödade minst 500 judar. Han fick god hjälp av stadsbefolkningen, eftersom det cirkulerade ett rykte om att judarna förgiftat stadens brunnar. Även de som sökt tillflykt hos biskopen mördades. En vecka senare kom Emicho med sin armé till Mainz. Ärkebiskopen hade gett order om att portarna skulle hållas stängda, men härens amkomst ledde till upplopp innanför murarna, och en av portarna öppnades. Judarna försökte återigen köpa sig fria, men misslyckades. De sökte tillflykt hos både biskopen och den högste världslige ledaren, men biskopens tvingades själv fly. Alla som inte övergav sin judiska tro dödades. Emicho fortsatte därefter till Köln och brände dess synagoga. Här lyckades dock ärkebiskopen förhindra en massaker. Emicho tågade därefter vidare mot Ungern, men vissa av hans anhängare gav sig iväg mot Moseldalen för att döda de judar som fanns där. Den ungerske kungen Koloman vägrade dock släppa in Emicho, som dock till slut lyckades korsa Donau, efter sex veckors strider och plundring. De nåddes då av ett rykte om att kungen var på väg mot dem, och hären upplöstes. En del fortsatte mot Konstantinopel, medan andra – däribland Emicho själv – tog sig tillbaka till Tyskland. Goda kristna såg upplösningen av hären som Guds straff för judemorden, medan de som ogillade hela korstågstanken såg den som ett utslag av Guds ogillande av projektet.

## Den militära kampanjen

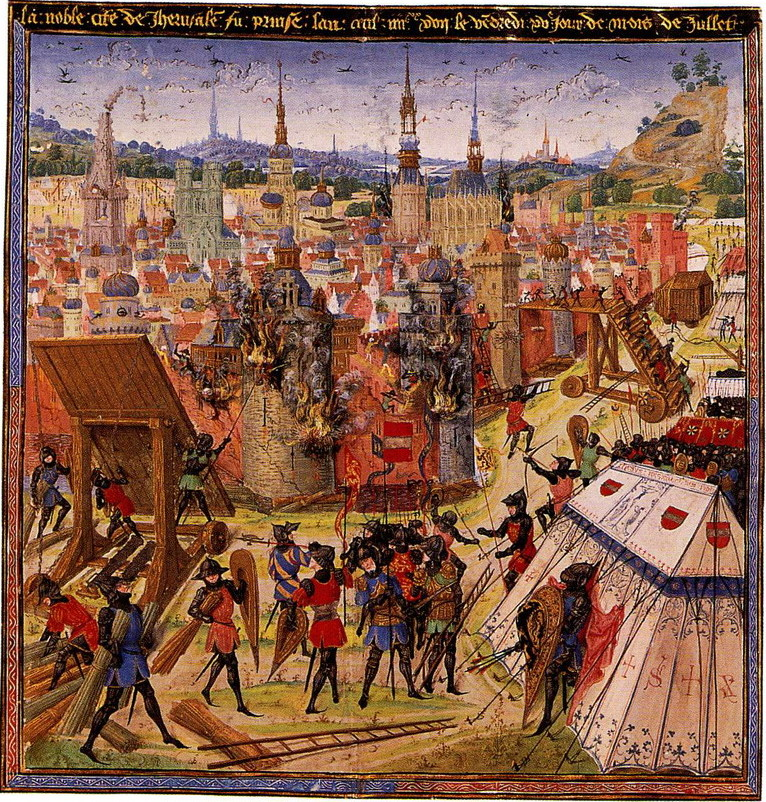
Jerusalem erövras.

Det egentliga korståget startade planenligt hösten år 1096 och efter att ha tågat genom Mindre Asien och där hjälpt bysantinerna att återta Nicaea samt utkämpat ett slag vid Dorylaeum, där man besegrade stora turkiska styrkor, delade man upp sig. Korsfararna under ledning av Balduin av Boulogne tog sig till Edessa, där de mottogs väl av de kristna armenierna, som behövde hjälp i kampen mot turkarna. Balduin lyckades snart manövrera till sig makten, och etablerade en kraftfull stat i Mindre Asien, som skulle komma att förse övriga korsfararstater med förnödenheter.
Huvudstyrkan hade under tiden fortsatt, och i oktober 1097 nåddes Antiochia, som var tvungen att erövras innan man kunde fortsätta. Belägringen drog ut på tiden, och korsfararna fick allt svårare att få tag på mat. Den 4 mars 1098 anlände en grupp engelska korsfarare som stannat i Konstantinopel och därifrån fått med sig belägringsutrustning, men korsfararna fick även höra att muslimska trupper var på väg till undsättning för staden. Den bysantinske kejsaren Alexios var på fälttåg i Mindre Asien, och bud sändes till honom för att be om undsättning. Korstågets ledare ville dock helst ta staden innan han anlände, för att den inte skulle tillfalla honom. Den siciliansk-normandiske Bohemund lyckades till slut med hjälp av förräderi ta staden, men inte citadellet. Då anlände emiren Kerbogha av Mosul med muslimska trupper, och de kristna fick nu ta skydd innanför de murar de nyss tagit. Kerbogha misslyckades dock med att behålla lugnet bland sina trupper, och splittringar uppstod mellan turkar och araber, vilket ledde till att flera av hans mannar övergav honom. Efter att ett försök att lösa det hela på diplomatisk väg misslyckats återstod bara strid. När Kerboghas mannar såg antalet korsfarare insåg de att de överskattat sin egen styrka, och började fly. Korsfararna vann en lätt seger mot dem som trots allt stannade kvar, sökande martyrdöden. När trupperna i citadellet såg detta kapitulerade de, övergick till kristendomen och anslöt sig till korsfarararméerna.
Korsfarna var dock uttröttade, och valde att vänta till november innan de tågade vidare. En tyfusepidemi bröt ut, och påvens representant, biskopen Adhemar av Le Puy, var en av de som avled. Man hade även problem att komma överens om vem av Bohemund och  Raimond IV av Toulouse som skulle härska över staden, men kom till sist överens om att ge den till Bohemund, i utbyte mot att Raimond fick bli korstågets ledare.
Medan korsfararna utkämpat dessa strider hade dock styrkeförhållandena i området ändrats, och staden hade återtagits av de egyptiska fatimiderna. Dessa erbjöd korsfararna fri tillgång till Jerusalem för alla pilgrimer, i utbyte mot att korsfararna höll sig från området. Förslaget förkastades omedelbart, och korsfarararmén, som nu endast bestod av 1 000 riddare och 5 000 infanterister, satte sig i rörelse mot Jerusalem.
Den 7 juni 1099 inleddes belägringen av Jerusalem. Eftersom försvararna lyckats förgifta brunnarna i området, och dessutom kunde vänta förstärkningar från Egypten, var korsfararna tvungna att snabbt ta staden om de skulle överleva. Den 14 juli lyckades man ta sig in i staden. Efter slaget inleddes en grym massaker på alla stadens invånare, förutom de kristna som innan belägringen börjat tvingats lämna staden. Både muslimer och judar dödades av de kristna korsfararna. Hemska berättelser skildrar grymheterna då män, kvinnor och barn dödades. Innan natten var över hade man rensat staden på dess judiska och muslimska befolkning. Hur många som dog i massakern är okänt.